# Yannis Behrakis
Yánnis Bekhrákis ou Yannis Behrakis (grec moderne : Γιάννης Μπεχράκης ; 1960 - 2019) est un photojournaliste grec qui s’est illustré par sa couverture de nombreux conflits des années 1980 aux années 2010. 

## Biographie
Yánnis Bekhrákis est né en 1960 à Athènes. Il se forme à la photographie à l’Ecole d’Arts d’Athènes, puis à l’université du Middlesex (Royaume-Uni).  Il est marié et père de deux enfants, Rebékka et Dimítris.
Après avoir travaillé comme photographe de studio à Athènes en 1985 et 1986, il entre chez Reuters en 1987, d’abord en tant que pigiste, puis en tant que salarié. 
La vision du film Under Fire de Roger Spottiswoode sur des reporters de guerre au Nicaragua en 1979 inspire sa vocation du photojournalisme.
Il est envoyé en Libye en janvier 1989. Au fil des années, il couvre une grande diversité d’événements internationaux, parmi lesquels :
- les obsèques de l’ayatollah Khomeini en Iran,
- de nombreux soulèvements, conflits et guerres civiles : Europe de l’Est, conflits dans les balkans, les guerres de Yougoslavie (Croatie, Bosnie, Kosovo), la guerre civile sierra-léonaise, le conflit israélo-palestinien pendant de nombreuses années, le printemps arabe en Egypte, Libye et Tunisie (2010 - 2011),
- des guerres et interventions militaires : la seconde guerre de Tchétchénie, la guerre de Somalie, les guerres en Afghanistan, au Liban, la guerre du Golfe, la guerre d’Irak, la guerre du Donbass en Ukraine[5], des événements en Syrie (le bombardement de Daech par l’OTAN à Kobané en 2015),
- plusieurs situations humanitaires : tremblements de terre au Cachemire (2005), en Turquie, Grèce et Iran, la crise financière grecque (2010) et la crise des réfugiés en 2015,
- des événements sportifs (quatre jeux olympiques d’été et la coupe du monde de football 1994)

En 2000, Yánnis Bekhrákis échappe de peu à la mort dans une embuscade en Sierra Leone,, au cours de laquelle Kurt Schork et Miguel Gil Moreno de l’Associated Press sont tués. Yannis Behrakis et Mark Chisholm parviennent à s’échapper en rampant dans le sous-bois le long de la route et en se cachant dans la jungle pendant plusieurs heures.
Il a été exposé à Athènes, Thessalonique, Londres, Édimbourg, New York, Rome, Barcelone, Madrid, au Portugal, en France et à Dubaï. 
Yánnis Bekhrákis meurt d’un cancer à Athènes le 2 mars 2019 à l’âge de 58 ans.

## Prix et distinctions
Liste non exhaustive 
- 2000 : World Press Photo, General News, Stories, 1er prix, pour une série réalisée pendant la guerre du Kosovo[8]
- 2002 : Prix du public lors du prix Bayeux Calvados-Normandie des correspondants de guerre pour son reportage « Libération de l’Afghanistan »[9]
- 2015 : Photographe de l’année pour The Guardian[7]
- 2016 : Prix photo Nikon et du prix du public AFD du prix Bayeux Calvados-Normandie des correspondants de guerre pour ses photos des réfugiés en mer Egée[10],[11]
- 2016 : Prix Pulitzer de la photographie d’actualité pour la couverture de la crise des réfugiés (prix collectif remis à l’équipe photo de Reuters)[12],[7]

## Postérité
L’agence Reuters a renommé en 2019 le Reuters Photojournalism Grants en Yannis Behrakis Photojournalism Grants pour honorer sa mémoire.